# 1053
1053 (MLIII) var ett normalår som började en fredag i den julianska kalendern.

## Händelser

### Juni
- 18 juni – Slaget vid Civitate utkämpas.

### Okänt datum
- Malcolm Canmore invaderar Skottland.

## Födda
- 8 juli – Shirakawa, japansk kejsare (död 1129)
- Edgar den fredlöse, kung av England 14 oktober–17 december 1066 (född omkring detta år)
- Vladimir Monomach (död 1125)
- Tvillingarna Ramon Berenguer II och Berenguer Ramon II, grevar av Barcelona

## Avlidna
- 15 april – Godwin, earl av Wessex, engelsk adelsman.